# 深沢いさ子
深沢いさ子（ふかざわ いさこ、1958年 - ）は、日本のヴァイオリン奏者。

## 略歴・人物
長野県松本市出身。
1976年（昭和51年） 長野県松本県ヶ丘高等学校卒業。
1980年（昭和55年） 東京芸術大学音楽学部卒業。
鈴木鎮一のスズキ・メソードにてヴァイオリンをはじめる。
1964年（昭和39年）、金子典与、舘ゆかり、早野龍五、大谷康子、川名啓文、畑麻子、田村千春、福田啓子、粕谷ひとみ　等とともに、
第1回「スズキ・メソード・テン・チルドレン・ツアー」（アメリカ）に参加した。
第1回「スズキ・メソード・テン・チルドレン・ツアー」から10年後の1974年（昭和49年）3月、カリフォルニア州アナハイムで全米弦楽指導者大会が開催されたが、1964年の第1回ツアーの模様に感銘を受けた全米指導者協会のクロットマン会長は、当時のメンバーである粕谷ひとみ氏（現スズキ・メソード関東地区ヴァイオリン科指導者）、深沢いさ子二人の10年後の成長を見届けようと、鈴木鎮一氏とともにこの大会に招待した。
この大会にはユーディ・メニューインも訪れており、その後の鈴木鎮一氏との交流の契機ともなった
。
この年、深沢は第28回全日本学生音楽コンクールのヴァイオリン部門で優勝している
。

## 受賞歴
- 第28回全日本学生音楽コンクールヴァイオリン部門優勝[5]。